# 佛朗哥·魯基尼
弗朗哥·鲁基尼（義大利語：Franco Lucchini，1914年12月24日—1943年7月5日），是意大利空军的飞行员，也是意大利在第二次世界大战的王牌飞行员，并因其成就而被授予重勋，最终阶级是上尉。

## 生平
弗朗哥·鲁基尼生于1914年12月24日，出生于罗马，是一名铁路官员的儿子。小时候，他对航空很着迷。16岁时，他取得了滑翔执照。18岁时，他发生了第一次无害的飞行事故。1935年，作为预备军官加入意大利空军。1936年7月，鲁基尼在福賈省的空军学院获得军事飞行员资格，随后被分配到第4战斗机联队91中队。
1937年，鲁基尼决定志愿参加西班牙内战。7月22日，他在奥斯蒂斯登上了一艘开往西班牙加的斯的货船。他被分配到意大利派遣到西班牙的远征军空军军团的第23大队的第19中队服役，航空队总部单位设在托莱多，并配备新型的CR.32戰鬥機。第23大队是1937年4月22日，在安德烈亚·佐蒂（Andrea Zotti）的指挥下组建，被称为“棍棒王牌大队”（Asso di Bastoni），下辖第18、第19、和第20三个中队。9月28日，第23大队转移到贝尔奇特附近的机场。

## 西班牙内战
在西班牙，弗朗哥·鲁基尼使用了化名“弗朗哥·鲁尼吉亚诺”（Lunigiano）。他很快就以视野敏锐而闻名，这使他能在同伴面前远远地发现敌人。1937年10月12日，西班牙共和国空军联同步兵和坦克，对国民军发起攻势，企图冲破埃布罗河一丰特斯德埃夫罗的国民军防线。由于当天国民军损失了第4中队部份飞机，因此下达第23大队转移到萨拉戈萨的命令。
10时30分，第23大队安德烈亚·佐蒂少校率领29架CR.32戰鬥機从贝尔奇特起飞，中午时分抵达丰特斯德埃夫罗上空咐近，他们发现了4架R-Z战斗机、9架I-16和15架l-15的编队。意大利战斗机攻击了共和国的飞机，在持续了大约15分钟的缠斗结束后，意大利宣称击落7架敌机，几架CR.32被击中和损坏。 包括鲁基尼在内，第20大队全员「共享」了这次胜利。对于意大利人来说，战斗是非常困难的，因为他们的战斗机经常装载着飞行员的私人行李。
1938年1月7日，鲁基尼与队友共享了一架R-Z战斗机战绩。2月21日，在特鲁尔战役中，第23大队发现大约40架的共和国空军飞机，这支编队刚与17架德国Bf 109戰鬥機交战，正试图逃脱，第23大队对他们进行追击，意大利与德国宣称击破10架飞机，但实际上共和国空军只有一架伊-15戰鬥機和一架伊-16戰鬥機被击落，其中鲁基尼成功击落一架I-15，成为他首次个人战绩。3月15日，第19中队再次攻击由20架伊-15戰鬥機和15架伊-16戰鬥機护送的12架小型轰炸机编队，意大利声称击落2架I-15和2架I-16。轰炸机在没有完成任务的情况下掉头，但有一架落在卡斯特尔塞拉斯附近。1938年7月22日，鲁基尼驾驶的战机被击落，他在成功跳伞后被共和国军俘虏，并被监禁七个月后才获释。
在西班牙，鲁基尼共执行122次飞行任务，声称击落5架敌机，获得银质勇气勋章并提升为职业军官。但是，鲁基尼在西班牙的主张却饱受争议，意大利历史学家的研究只将他在西班牙期间的第一次个人胜利和两次协同胜利归功于他。鲁基尼在二战早期的成功之后，意大利报纸上刊登的一个印刷片段，证实了他在西班牙取得的个人胜利加上其他集体胜利，说明他是一名勇敢的飞行员。
西班牙内战结束后，鲁奇尼回到第4联队，第10大队的第91中队，1940年4月起在第90中队。

## 二战生涯

### 第一次北非战役
意大利向法国宣战时，鲁基尼在第4联队部队的第90中队服役，军衔为中尉。1940年6月11日，第4联队部队装备菲亚特C.R.42战斗机，被派往北非，鲁基尼所在第90中队被分配执行保护的黎波里的任务。6月14日，英军攻击了卡普佐堡和马德莱纳堡（意大利两个最重要的边防哨所），英国皇家空军与意大利空军在北非进行了首次战斗，第4联队记录了它的第一次胜利。当天清晨，第90中队的4架飞机在边境巡视时，鲁基尼以其非凡的视力，发现远处天空有一小黑点移动，在接近查看后，发现是一架英国格鬥士戰鬥機。第90中队开始追赶英国战斗机，并协同击落对方，这场胜利被分配给四名飞行员作为「共享」。
6月21日，一架桑德蘭水上飛機在托布鲁克附近上空侦察，虽然遭到意大利两架C.R.32拦截，但没有被击落。桑德蘭之后被第90中队的鲁基尼紧追攻击，桑德蘭的两个引擎被击损冒烟，但成功逃脱，意大利也没人宣布胜利。两天后，巴迪亚海军基地传来消息说，在海岸边发现一架坠毁的桑德蘭，只有一名机组人员幸存。尽管应该归功于鲁基尼，但这次胜利由四名飞行员共同取得。英国皇家空军报告称，一架230中队的桑德兰L2160/X在侦察完毕后返回亚历山大基地时，被直径为0.52英寸的爆炸性子弹击中，造成机体严重损坏。这也是意大利空军首次击落这种机型，桑德蘭的外形也给意大利空军留下了深刻的印象，当鲁基尼被问及他在战斗中的感受时，他形容地说：「那不是飞机，那是电车」。
7月28日，第90中队联同第84中队和91中队在利比亚与埃及的边境上空巡逻，发现9架布倫亨式轟炸機的英国编队，这个编队在15架格鬥士戰鬥機的护送下，准备攻击巴迪亚。意大利空军对这支编队进行拦截，英国轰炸机因此被驱散，英国皇家空军113中队的布倫亨式轟炸機（K7106）被5架CR.32拦截，机体严重受损。另外，英国皇家空军第30中队的布倫亨式轟炸機（K7178）被击落，机上人员全部遇难。意大利宣称击落4架飞机，其中鲁基尼击落一架，战绩由第90中队和84中队成员共享。
1940年8月4日，鲁基尼驾驶CR.42戰鬥機担任护送布雷达 Ba65的任务。在利比亚的一个湖泊（Bir Taieb El Essem）上空，鲁基尼在进行了长时间的缠斗后，击落了4架格鬥士戰鬥機，其中一架可能是南非的王牌飞行员马尔马杜克·帕特尔（负伤）。12月16日，鲁基尼和另一名第4中队的飞行员协同击落三架SM.79轰炸机。1941年1月，第90中队被调回意大利，装备新型的MC.200战斗机，鲁基尼因此结束了他在北非的第一次行动，他在七个月内执行了94次任务，13次空战，3次空袭敌人装甲车，并在这期间取得3次个人胜利和15次共同胜利。他被授予第二枚银质勇气勋章和一枚铜质勇气勋章。

## 地中海战役
1941年5月19日，鲁基尼升任为上尉。6月16日，第90中队被派往西西里岛的特拉帕尼，参加对马耳他岛的作战。6月27日，第90中队与英国第46中队交战，意大利空军宣称击落了2架飓风战斗机，但损失了两架MC.200战斗机。其中鲁基尼击落了一名飓风战斗机，与六名第90大队成员共享另一架飓风战斗机。8月19日，来自英国第126中队的12架飓风战斗机在西西里海岸附近拦截意大利的12架MC.200，鲁基尼与队友协同击落一架飓风战斗机。
1941年9月4日，当天对马耳他岛的激烈空战中，鲁基尼宣称击落两架飓风战斗机。9月27日，第10大队（10o Gruppo ）中的10架MC.200战斗机为意大利海军提供掩护巡逻时发生事故，航空队在地中海上空遭遇了一连串的恶劣天气和通讯不良等恶运，导致部分飞机耗尽了燃料坠海。当中有两名飞行员丧生，两人受伤，其中一名伤者是鲁基尼，他的脸部受了重伤，在一段时间内都没有行动，其他幸存下来的人随后都安全获救。从1941年6月到9月为止，鲁基尼执行了37次任务，声称击落14架敌机，为此，他再次被授予了银质勇气勋章。
鲁基尼也是第一位成功驾驶一架经过特别改装的MC.200战斗机在马耳他上空执行光通信任务的飞行员。11月30日，他被任命接替路易吉·蒙蒂上尉，成为第84中队指挥官。12月30日，鲁基尼再次被授予银质勇气勋章。升职后不久，鲁基尼于1942年4月2日率领部队从罗马的钱皮诺机场，带着26架新的MC.202戰鬥機返回西西里岛的卡斯特尔韦特拉诺。5月9日，鲁基尼率领15架MC.202戰鬥機，负责护送5架CANT Z.1007轰炸机前往马其他岛轰炸的任务，他与两名队员协同击落一架喷火战斗机。

### 第二次北非战役
1942年5月26日，第4联队回到利比亚进行第二次北非沙漠行动，协同埃尔温·隆美尔对英军展开的攻势。鲁基尼参与了1942年下半年的许多空战，取得14次个人战绩。6月4日下午，鲁基尼击落一架P-40，成为他返回北非后的首次战绩，对此，6月11日他被授予第五枚银质勇气勋章.。6月14，他再次击落一架P-40。
7月10日，鲁基尼率领第84中队的11架MC.202戰鬥機，在阿拉曼地区执行自由狩猎任务。他发现了一支15架P-40戰鷹戰鬥機的编队后，他带领队友对这支编队发动进攻。鲁基尼击落一架P-40，与三名队友协同击落3架P-40。7月16日，意大利第84中队、第90中队和第91中队在第一次阿拉曼战役中，与25架P-40和6架喷火战斗机发生冲突，鲁基尼的战斗机被P-40击中左翼的燃油箱后冒烟，被迫降落在德军控制的机场。8月5日，在德国的雷达监视下，鲁基尼与第84中队和第90中队的12架MC.202戰鬥機起飞，前往距离埃及亚历山大港20公里外，拦截敌人的轰炸机，但他们没有与轰炸机接触。在回来的路上，意大利飞行员发现15架飓风战斗机和P-40的编队，并击落了3架（其中一架被分配给鲁基尼）。
1942年10月24日，鲁基尼在执行飞行任务时，胳膊和大腿受伤，他立即被送往医院，然后被送回意大利进行康复治疗。在非洲的第二次战役中，鲁基尼因在战役中的出色表现而获得了盟国纳粹德国颁发的二等铁十字勋章。1943年6月，他再次加入了第4联队的第10大队，参与保卫意大利本土的西西里岛战役。
1943年初，意大利与纳粹德国在北非全面败退，导致意大利被迫加强对本土的防御，试图抵挡盟军在西西里海岸的任何地点登陆。从1月到6月间，负责防护西西里岛的第4联队装备新型的M.C.205战斗机和M.C.202战斗机，鲁基尼于1943年7月升任第10大队指挥官。7月初，盟军为了消除入侵意大利领空的威胁，对普利亚内洛、撒丁岛和西西里岛的机场进行了空袭，旨在删减意大利空军和德国驻意空军的军事实力。

### 最后战役
1943年7月5日10点25分，第4联队的26架MC.202戰鬥機和MC.205戰鬥機紧急拦截盟军的轰炸机群。意大利空军主要与美国陆军航空队的第99航空军的轰炸机群交战，第99航空军的20架B-17轰炸机和52架护航喷火战斗机编队，正准备轰炸卡塔尼亚周围的机场。鲁基尼在驾驶M.C.202战斗机的指挥下，率领第10大队的第84、第90和第91中队组成的混合部队，在格尔比尼空军基地上空迎击，鲁基尼击落一架喷火战斗机，与四名队友协同击落三架轰炸机。当天参与拦截的还有来自德国空军的第53战斗机联队 (纳粹德国)（JG53）和第77战斗机联队（JG77）数个大队的100多架Bf-109战斗机。美国声称击落45架敌机，第99航空军损失3架B-17和数架护航机。
当意大利战斗机在11点55分返航时，鲁基尼失踪了，鲁基尼的队友最后看到他在猛烈的密集弹幕下攻击轰炸机，然后在卡塔尼亚以东的天空消失，一些地勤人员报告说，在基地机场以东几公里处，看到一架MC.202飞机在窗篷关闭的情况下坠落。意大利地面部队的一辆汽车试图到达那个地方调查，但由于该地区遭到猛烈轰炸，无法继续前进，鲁基尼的尸体两天后才被发现。鲁基尼死后，第10大队的指挥权交给了拉涅利·皮科洛米尼（Ranieri Piccolomini）上尉，后者一直担任指挥直到1943年9月8日停战。

## 战绩
鲁基尼一共被授予5枚银质勇气勋章、1枚铜质勇气勋章、以及4枚具有军事荣耀的勋章；西班牙十字章、西班牙战役纪念章、西班牙战役志愿者勋章和一枚德国二等铁十字勋章。1953年，他被意大利追授予金质勇气勋章，作为对他的勇敢的表彰。鲁基尼的名字两次出现在战地报纸中（1942年9月5日和1943年7月6日），这在意大利来说是很罕见的。鲁基尼进行了294次飞行任务（或262次飞行任务）和70次空战，协同击落大约52架左右，当中包括了个人击落战绩，大约20架至26架（其中一架是在西班牙内战中）。是意大利顶尖的王牌之一。
由于早期意大利空军不太愿意授予1940年至1942年期间的个人击落战绩，而是倾向于“集体”胜利。因此，鲁基尼直到1942年5月前的任何个人击落战绩（西班牙内战除外），都沒有受到官方的肯定和褒奖。这项政策从1943年起开始改变，甚至飞行员的个人击落战绩也有金钱奖励。所以使得确认他的个人击落战绩非常困难。

## 備註
1. ↑  意大利皇家空军对飞行员获得的战绩都是按照单位进行集体奖励，这是为了避免在同一个中队中出现恶性竞争的情况发生，无论是普通士兵，还是有着优异战绩的指挥官，都沒有例外，同时，这种规定已经成为了飞行员获得荣誉的标准。
2. ↑  根据不同的文献记载，鲁基尼的个人击落总数介乎20至26架之间，而协同击落大约52架，详情理由见下列